# Mniejszości etniczne w Wietnamie
Według przeprowadzonego w roku 1999 spisu powszechnego (stan na 1 kwietnia 1999 r.) ludność Wietnamu liczyła 76 323 173 osób, z czego znaczną większość – 65 795 718 stanowili Wietnamczycy (Kinh), a 10 486 590, czyli 13,7% należało do 53 oficjalnie uznanych mniejszości narodowych. W użyciu były, należące do pięciu rodzin językowych, 94 oficjalne języki i wiele dialektów. Około dwudziestu grup etnicznych posiadało własne pismo, z tego trzy: Czamowie, Khmerzy i Thai zbliżone do indyjskiego alfabetu dewanagari, a trzy: Tày, Dao i Sán Chay wywodzące się z chińskich ideogramów. Pozostali używali zaadaptowanego alfabetu łacińskiego.
Ludność Wietnamu rośnie bardzo szybko, chociaż nie tak szybko jak przewidywano pod koniec lat 80. (w 2000 r. miało być 120 mln obywateli). W 2008 liczba ta wynosiła 86 210 800. Liczba obywateli deklarujących przynależność do mniejszości narodowych rośnie znacznie szybciej niż ogólny przyrost ludności. Może to wynikać nie tyle z przyrostu naturalnego, co ze zmieniającej się polityki społecznej państwa, liczącego na coraz większe przychody z turystyki.

## Struktura etniczna ludności Wietnamu
Spotykane w literaturze nazewnictwo wietnamskich grup etnicznych zawiera wiele synonimów i rozbieżności. Zdarzają się zarówno nazwy, jakimi te ludy określają się same, jak i nazwy nadane przez sąsiadów. Niekiedy są to określenia pejoratywne. Często różnice wynikają z odmiennej transkrypcji fonetycznej (np. Gia Rai – Jarai, Ê Đê – Rhade). Nazewnictwo podane w tabeli oparte jest na oficjalnych danych z wietnamskiego GUS i Komitetu do Spraw Mniejszości Etnicznych i Terenów Górskich.
Tabela: Nazewnictwo i liczebność grup etnicznych w Wietnamie (stan na 1 kwietnia 1999 r.)
| rodzina językowa   | narodowość    | liczba ludności |
| ------------------ | ------------- | --------------- |
| Austroazjatycka    | Kinh          | 65 795 718      |
| Austroazjatycka    | Mường         | 1 137 515       |
| Austroazjatycka    | Khome (Khmer) | 1 055 174       |
| Austroazjatycka    | Ba Na         | 174 456         |
| Austroazjatycka    | Cờ Ho         | 128 723         |
| Austroazjatycka    | Xơ Đăng       | 127 148         |
| Austroazjatycka    | Hrê           | 113 111         |
| Austroazjatycka    | M'Nông        | 92 451          |
| Austroazjatycka    | Thổ           | 68 394          |
| Austroazjatycka    | Xtiêng        | 66 788          |
| Austroazjatycka    | Khơ Mú        | 56 542          |
| Austroazjatycka    | Bru           | 55 559          |
| Austroazjatycka    | Cơ Tu         | 50 458          |
| Austroazjatycka    | Tà Ôi         | 34 960          |
| Austroazjatycka    | Mạ            | 33 338          |
| Austroazjatycka    | Giẻ Triêng    | 30 243          |
| Austroazjatycka    | Co            | 27 766          |
| Austroazjatycka    | Chơ Ro        | 22 567          |
| Austroazjatycka    | Xinh Mun      | 18 018          |
| Austroazjatycka    | Kháng         | 10 272          |
| Austroazjatycka    | Chứt          | 3 829           |
| Austroazjatycka    | Mảng          | 2 663           |
| Austroazjatycka    | Rơ Măm        | 352             |
| Austroazjatycka    | Brâu          | 313             |
| Austroazjatycka    | Ơ Đu          | 301             |
| Austronezyjska     | Gia Rai       | 317 557         |
| Austronezyjska     | Ê Đê          | 270 348         |
| Austronezyjska     | Chăm          | 132 873         |
| Austronezyjska     | Ra Glai       | 96 931          |
| Austronezyjska     | Chu Ru        | 14 978          |
| Hmong-Mien         | H'Mông        | 787 604         |
| Hmong-Mien         | Dao           | 620 538         |
| Hmong-Mien         | Sán Dìu       | 126 237         |
| Hmong-Mien         | Pà Thẻn       | 5 569           |
| Chińsko-Tybetańska | Hoa           | 862 371         |
| Chińsko-Tybetańska | Hà Nhì        | 17 535          |
| Chińsko-Tybetańska | Phù Lá        | 9 046           |
| Chińsko-Tybetańska | La Hủ         | 6 874           |
| Chińsko-Tybetańska | Ngái          | 4 841           |
| Chińsko-Tybetańska | Lô Lô         | 3 307           |
| Chińsko-Tybetańska | Cống          | 1 676           |
| Chińsko-Tybetańska | Si La         | 840             |
| Tai-Kadai          | Tày           | 1 477 514       |
| Tai-Kadai          | Thái          | 1 328 725       |
| Tai-Kadai          | Nùng          | 856 412         |
| Tai-Kadai          | Sán Chay      | 147 315         |
| Tai-Kadai          | Giáy          | 49 098          |
| Tai-Kadai          | Lao           | 11 611          |
| Tai-Kadai          | La Chí        | 10 765          |
| Tai-Kadai          | La Ha         | 5 686           |
| Tai-Kadai          | Lự            | 4 964           |
| Tai-Kadai          | Cờ Lao        | 1 865           |
| Tai-Kadai          | Bố Y          | 1 864           |
| Tai-Kadai          | Pu Péo        | 705             |
|                    | cudzoziemcy   | 39 532          |
| nieokreśleni       | 1 333         |                 |
|                    | razem         | 76 323 173      |

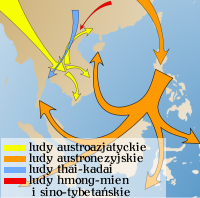
Wędrówki ludów w Azji Południowo-Wschodniej

Według ostatnich badań ludy austroazjatyckie, do których obecnie zalicza się również Wietnamczyków, zasiedliły Indochiny na długo zanim pojawiły się tam forpoczty ludności austronezyjskiej. Ci ostatni pojawili się na wybrzeżach Morza Południowochińskiego stosunkowo późno, bo dopiero w pierwszym tysiącleciu p.n.e. W XIII w. zaczęła do Indochin napływać ludność taj-kadaj uciekająca przed mongolskimi zagonami Wielkiego Chana Kubilaja. Ludność hmong-mien i chińsko-tybetańska przybyła jeszcze później. Ostatnie plemiona (np. Hmong (Meo)) pojawiły się w górach na północy Wietnamu pod koniec XIX w..
Kolejność zasiedlania znajduje odbicie w dzisiejszej strukturze etnicznej Wietnamu.
Obecne terytorium w czasach historycznych było zajęte przez trzy niezależne państwa, zajmujące terytoria zgodne z geograficznym podziałem kraju na Wietnam północny, środkowy i południowy.
Obecna ludność Kinh (Wietnamczycy), do której przynależność w 1999 r. zadeklarowało prawie 90% obywateli, jeszcze w piętnastym wieku mieszkała na terenie Wietnamu północnego. Na pozostałą część obecnego terytorium rozprzestrzeniła się dopiero w drugiej połowie ubiegłego tysiąclecia. Dlatego celowym się wydaje omówienie uwzględniające podział na regiony geograficzne.

### Wietnam północny
Ludność Kinh powstała w wyniku asymilacji najbardziej dynamicznych plemion mon-khmerskich (austroazjatyckich), które przywędrowały z doliny Mekongu w okresie od 5 do 10 tysięcy lat temu. Ludy te zasiedliły dolinę Rzeki Czerwonej, a następnie tereny leżące na północ, na terenie dzisiejszych Chin Południowych. O zasięgu ich rozprzestrzenienia świadczą liczne stanowiska archeologiczne kultury Đông Sơn. Podstawą bytu tych ludzi była mokra uprawa ryżu, w konsekwencji czego nie interesowali się terenami górskimi. Ta tendencja utrzymała się w praktyce do końca XIX w.
Plemiona z tej samej grupy językowej viet-muong, zajmujące wyżej położone tereny, przekształciły się w Muongów, jedną z liczniejszych wietnamskich mniejszości. Mimo wspólnego pochodzenia ich tradycja i kultura są bardziej zbliżone do Tajów (nie należy mylić z mieszkańcami Tajlandii) niż do Kinh. Sami Kinh mają więcej wspólnego z Chińczykami niż z grupami ludności mon-khmerskiej z innych regionów kraju, co jest efektem ostrej sinicyzacji, jakiej Wietnamczycy byli poddawani przez ponad tysiąc lat niewoli chińskiej.
Grupy hmong-mien, taj-kadaj i chińsko-tybetańskie, napływające na tereny Wietnamu północnego w okresach późniejszych, zajmują jeszcze wyższe partie gór – zwykle powyżej 800 m n.p.m.
Po uzyskaniu niepodległości w 1954 r. Socjalistyczna Republika Wietnamu, wzorując się na ZSRR, utworzyła w 1962 r. dwa okręgi autonomiczne na terenach z przewagą ludności mniejszościowej: Autonomiczny Region Thái-Mèo w zachodniej części Wietnamu północnego, na granicy z Laosem i Chinami, oraz Autonomiczny Region Việt Bắc przy granicy chińskiej, na północ od Hanoi. Po zjednoczeniu oba okręgi zostały zlikwidowane w 1976 r.

### Wietnam środkowy
Według współczesnych poglądów Czampa – hinduistyczne królestwo, którego początki określa się na II w. n.e. – nie było jednolitym państwem, lecz luźnym związkiem feudalnych królestw. Państewka te, zakładane przez przybyłych morzem austronezyjskich żeglarzy, podporządkowały sobie lub zepchnęły na wyżej położone tereny wcześniejszą ludność austroazjatycką. Obecnie uważa się, że pozostała po Czampie ludność to nie tylko Czamowie, ale również inne, zamieszkujące środkowy Wietnam, mniejszości etniczne i to zarówno pochodzenia austronezyjskiego (Gia Rai, Rade, Ra Glai, Chu Ru) jak i mon-khmerskiego (Ba Na, Cờ Ho, Xơ Đăng, Bru, ...).
W wyniku ekspansji Wietnamu Czampa została stopniowo zajęta, a jej ludność zepchnięta na wyżej położone tereny, leżące poza zainteresowaniem osadników wietnamskich.
Na początku XX w., gdy francuscy kolonizatorzy odkryli, że na płaskowyżu Tây Nguyên są znakomite ziemie do uprawy kawy, herbaty i kauczuku, rozpoczął się napływ ludności z terenów nizinnych. Rdzenna ludność określająca się terminem Dega (lub Degar – góral z j. Ede) wielokrotnie stawiała temu zorganizowany opór. Wynikłe z tego konflikty etniczne były wykorzystywane w kolejnych wojnach indochińskich przez wszystkie walczące strony.

### Wietnam południowy
Ta część Wietnamu to przede wszystkim delta Mekongu, gdzie za rdzenną ludność uważa się przede wszystkim Khmerów Krom (mimo trwających wśród archeologów sporów o to, czy ludność Funanu, najstarszego państwa na tym terenie uznawanego przez Khmerów za swoje, była pochodzenia austronezyjskiego czy austroazjatyckiego). Ludność ta pod koniec XVIII w. została przejęta przez Wietnam wraz z terytorium, kosztem sąsiedniej Kambodży. Drugą co do wielkości mniejszością etniczną na terenie Wietnamu południowego są Chińczycy, osiedlający się tam od czasów upadku dynastii Ming w 1644 r. Chińczycy, czyli Hoa, zamieszkujący przede wszystkim duże miasta, w czasach kolonialnych skupiali w swoich rękach większość handlu, transportu i innych przedsiębiorstw. Obecnie ich liczba systematycznie się zmniejsza wskutek emigracji oraz polityki asymilacyjnej, będącej wynikiem umowy między Chinami a Wietnamem.
W poprzednim stuleciu w wyniku polityki i wojen, struktura etniczna Wietnamu uległa znacznemu zaburzeniu. Duże grupy ludności, pod przymusem bądź dobrowolnie, były przesiedlane w odległe rejony, czego przykładem są np. populacje Tajów czy Muongów na południu kraju.